# Даунтаун-Оссининг
Даунтаун-Оссининг — исторический район в штате Нью-Йорк, США. Расположен на центральном перекрёстке Оссининга и традиционного делового района деревни Оссининг, известного как Полумесяц. Среди многочисленных коммерческих зданий конца XIX — начала XX века находятся многие из главных достопримечательностей деревни: три банковских здания, четыре церкви, сельский совет, бывшее почтовое отделение и средняя школа. В 1989 году он был признан историческим районом и включён в Национальный реестр исторических мест как один из немногих центров города в округе Вестчестер, в котором сохранилось нетронутое социальное и историческое развитие.
Один из объектов недвижимости — Первая баптистская церковь Оссининга, была ранее включена в Реестр в 1973 году. Старый Кротонский акведук, часть которого проходит через район, был включён в Реестр в следующем году и признан Национальным историческим памятником США в 1992 году. Среди архитекторов, представленных в районе, — Роберт У. Гибсон, Айзек Г. Перри и Джеймс Гэмбл Роджерс .
Оссининг начал развиваться на перекрестке дорог в конце XVIII века и продолжал процветать по мере развития промышленности, а также строительства тюрьмы Синг-Синг и железной дороги вдоль близлежащего берега реки Гудзон . Вскоре он стал первой инкорпорированной деревней Вестчестера. Центр города был полностью застроен к середине XIX века, но два события, произошедшие позднее в том же столетии, изменили его облик. Для доставки воды в Нью-Йорк через этот район был проложен акведук, что потребовало сноса некоторых зданий. В начале 1870-х годов несколько пожаров уничтожили другие здания, поэтому большинство сохранившихся зданий датируются начиная с этого периода и до начала 1930-х годов.
Позднее, в XX веке, здания на южной стороне Мейн-стрит были снесены в рамках работ по ревитализации города . Некоторые из старейших зданий на другой стороне также были утрачены в результате другого пожара. На их месте почти ничего не было построено, и лишь недавно в деревне начались серьёзные работы по реконструкции, хотя в этом районе появились рестораны и магазины товаров для дома, обслуживающие латиноамериканских и португальских иммигрантов . Комплексный план, принятый в начале XXI века, привёл к новому зонированию территории, призванному стимулировать многофункциональную проектирование . Расширение района за счёт включения в него коттеджа «Хайленд» и некоторых других зданий, также предусмотренных планом, было одобрено в 2013 году.